# Elisa Fernandes
Elisa Leite Fernandes (Río de Janeiro, 14 de febrero de 1950 — 2 de enero de 1993) fue una actriz brasileña.

## Biografía
Nació y creció en el barrio de Leblon, Río de Janeiro. Inició su carrera en el cine en 1970 en la película Meu Pé de Laranja Lima, como Lili, hermana del protagonista Zezé.
En 1971, participó de la película premiada Em Família. Ese mismo año, actuó en "Ali Babá y los Cuarenta Ladrones" con los cómicos Dedé Santana y Renato Aragão. Realizó también la película "O Descarte" con Glória Menezes y Ronnie Von, y Quem Tem Medo de Lobisomem?.
En la televisión, interpretó a jóvenes románticas en telenovelas de época como Senhora, Vejo a Lua no Céu, La esclava Isaura y Maria, Maria. Su último trabajo en la televisión fue en la novela Carmem de la TV Manchete.
Murió de cáncer de mama en Río de Janeiro, a los 42 anos, el 2 de enero de 1993.